# Блютт, Маттиас Нумсен
Маттиас Нумсен Блютт, или Матиас-Нумсен Блитт (норв. Matthias Numsen Blytt или норв. Mathias Numsen Blytt, 26 апреля 1789 — 26 июня 1862) — норвежский ботаник, профессор ботаники, заложивший основу для изучения норвежской флоры.

## Биография
Родился 26 апреля 1789 года.

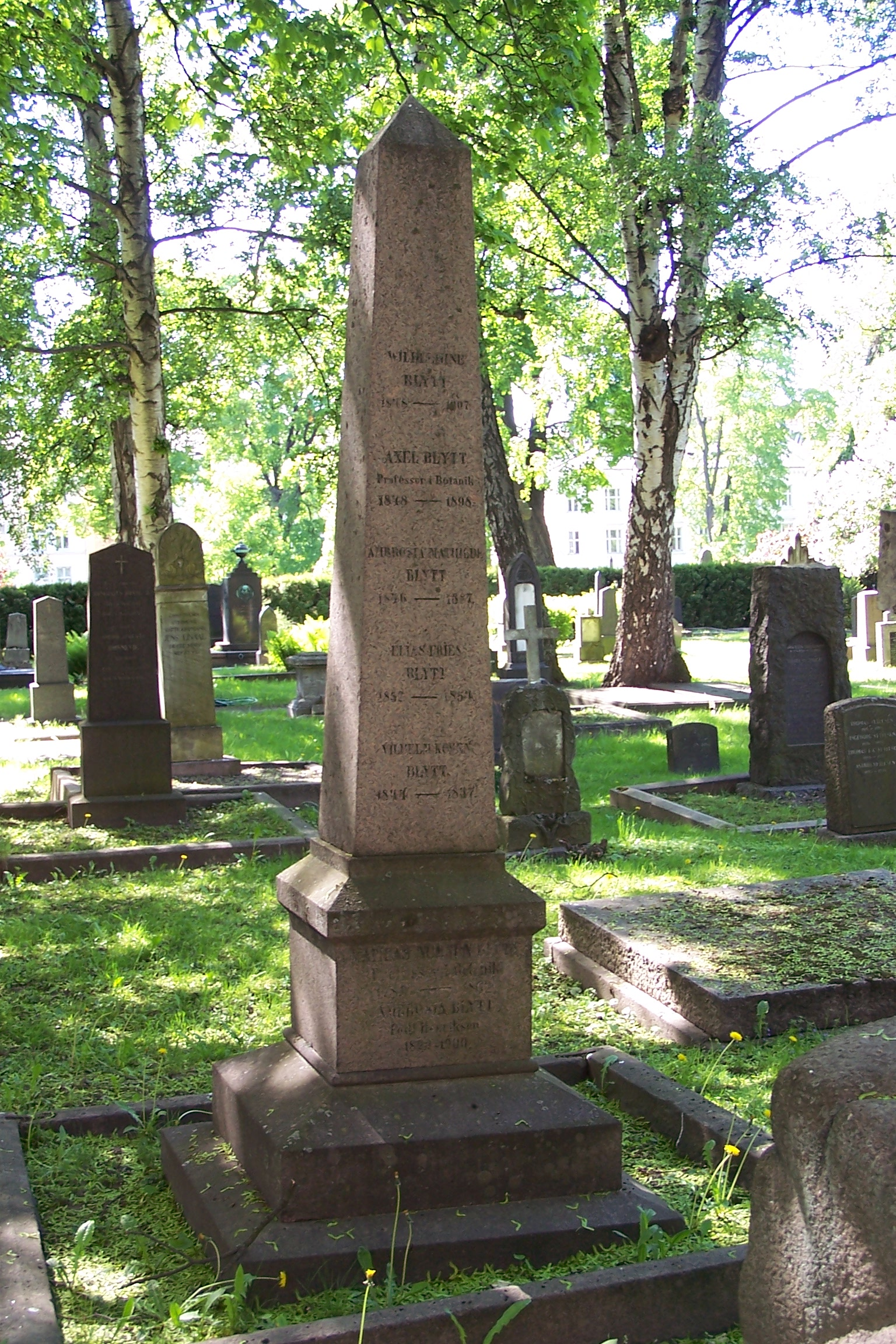
Семейная гробница Блюттов в Осло.

В 1828, 1837 и 1845 годах он был профессором ботаники.
Маттиас Нумсен Блютт заложил основу для изучения норвежской флоры. Почти 30 лет Блютт посвятил научным экспедициям в разных частях страны. Он много путешествовал и сделал ботанический сад в Христиании одним из лучших в Европе. Ботанический музей в Осло был создан в 1863 году на основе его коллекций. 
Умер в Осло 26 июня 1862 года.
Его сын, Аксель Гудбранд Блитт, родившийся в Христиании 19 мая 1843 года, тоже был профессором ботаники в университете. В их честь назван журнал Blyttia.

## Научная деятельность
Маттиас Нумсен Блютт специализировался на Мохообразных и семенных растениях.

## Научные работы
- Norsk Flora (Христиания, 1847)[2].
- Norges Flora. 1861[2][4].

## Память
Род растений Blyttia семейства Ластовневые был назван в его честь.
В честь Маттиаса Нумсена Блютта и его сына Акселя назван норвежский научный ботанический журнал Blyttia.